# Croton sylvaticus
Croton sylvaticus là một loài thực vật có hoa trong họ Đại kích. Loài này được Hochst. mô tả khoa học đầu tiên năm 1845.

## Hình ảnh

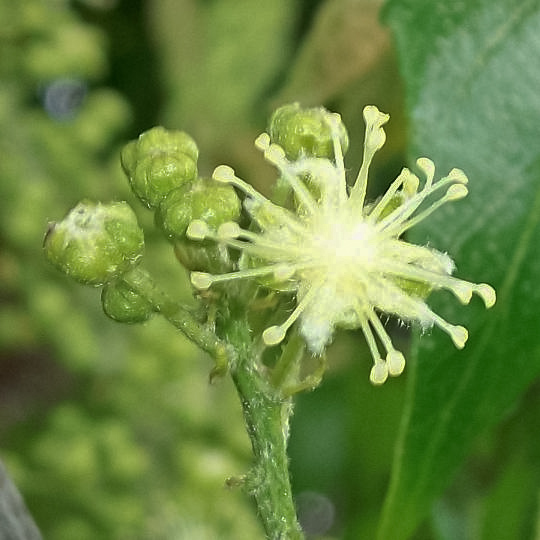
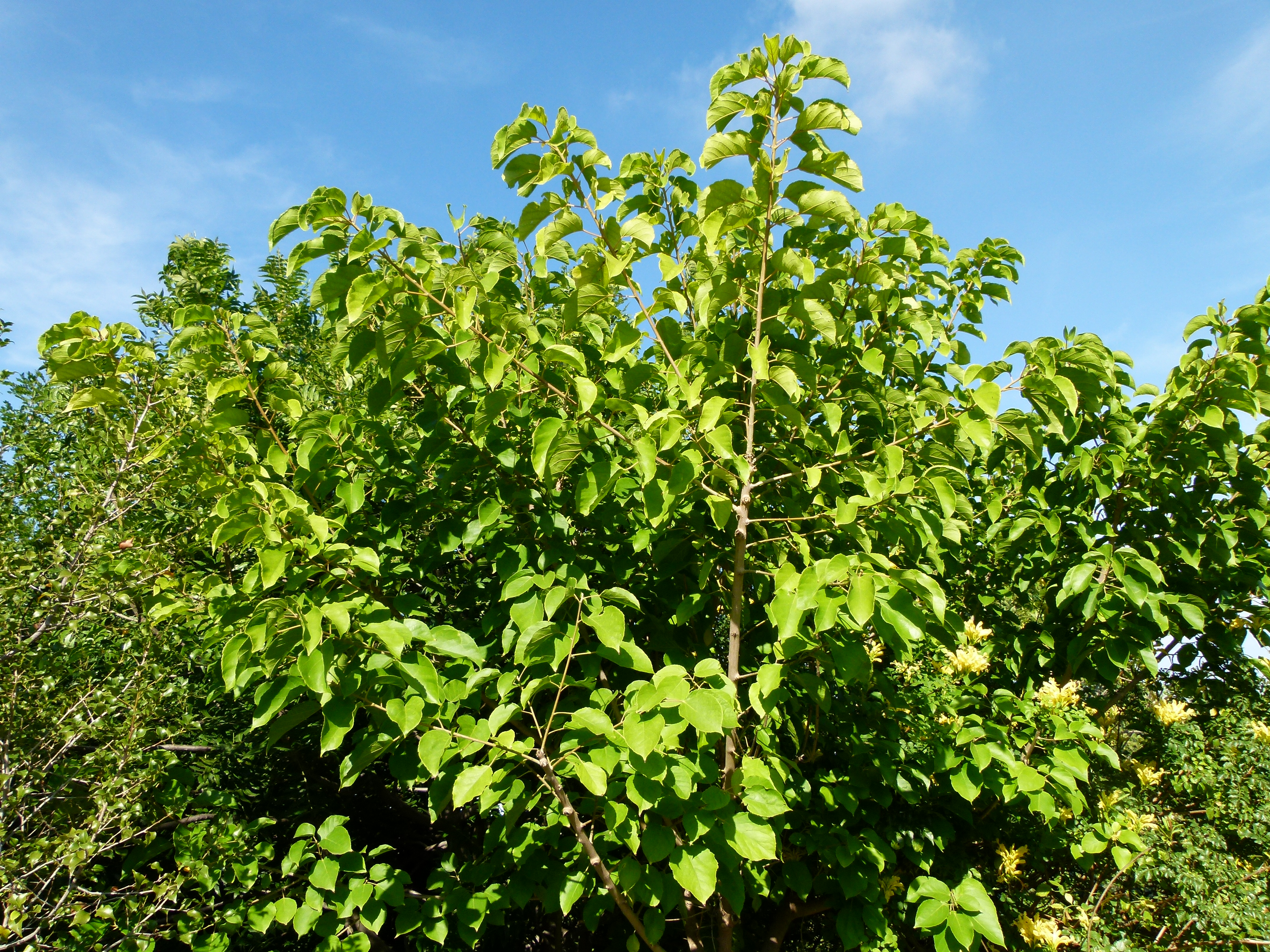
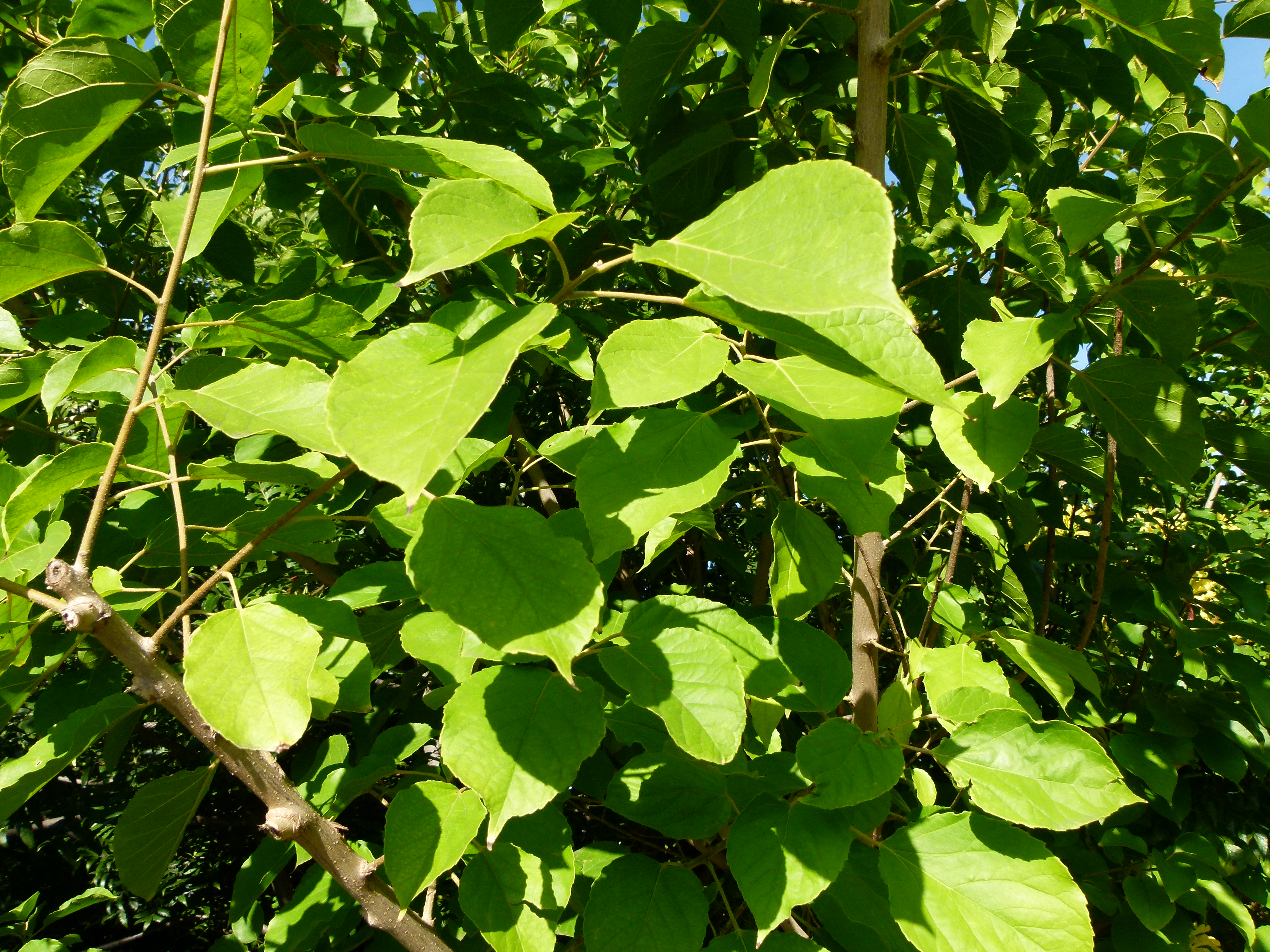
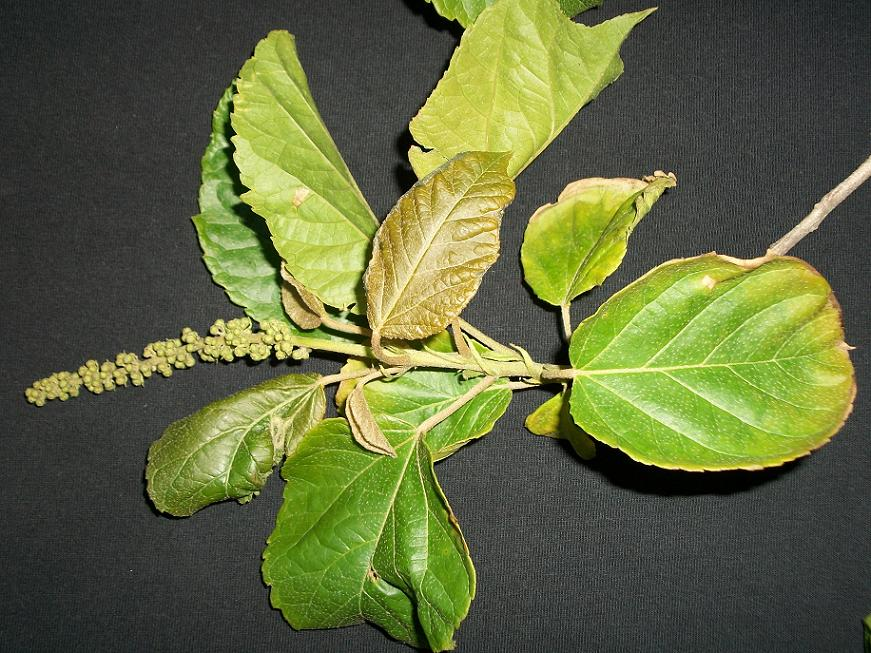